# Lampria parvula
Lampria parvula là một loài ruồi trong họ Asilidae. Lampria parvula được Bigot miêu tả năm 1878. Loài này phân bố ở vùng Tân nhiệt đới.